# Knorke
Knorke ist ein Wort der Umgangssprache und bedeutet so viel wie „gut“, „ausgezeichnet“, „zufrieden“, ähnlich dem heutigen Gebrauch von cool. 

## Etymologie
Der etymologische Ursprung des Wortes ist ungeklärt. Möglicherweise steht es mit dem Ausdruck Knocke in Verbindung, der so viel bedeuten soll wie „eine Handvoll (und damit zufrieden)“. Das Wort ist seit 1916 in Berlin nachgewiesen und wurde rasch zum beliebten Modewort, auch im Zeitungsjournalismus, im Kabarett (z. B. Claire Waldoff, die in manchen Quellen auch als Schöpferin des Wortes bezeichnet wird) sowie in der Kunst (z. B. Heinrich Zille) und der Literatur (z. B. Alfred Döblin, Erich Kästner). Laut Kurt Tucholsky galt es bereits im Herbst 1924 als veraltet; es erfreute sich seitdem jedoch phasenweise immer wieder größerer Beliebtheit.
Die aus Berlin stammende Germanistin Agathe Lasch erklärt die Entstehung von „knorke“ 1928 so: „Erst in den letzten Jahren aufgekommen, nach der Aufschrift ‚Knorkes Buletten sind die besten‘, mit der ein Händler oder Budiker in dem großen Fabrikenviertel im Norden seine Ware anpries. Scherzhaft identifizierte man ‚Knorke‘ mit ‚dem besten‘ in echt berlinischer witziger Wortbeziehung; schnell verbreitete knorke sich in den Betrieben, wo man Knorkes Schild kannte, griff von da aus weiter um sich.“
Knorke gehört seit den 1930er Jahren auch zum Sprachgebrauch der norddeutschen Jugend. Altkanzler Helmut Schmidt, geboren und aufgewachsen in Hamburg, sprach 2010 in einer Sendung mit Sandra Maischberger über Wörter seiner Kindheit – unter anderem über „knorke“. In einem Radio-Interview bei WDR 5 im Oktober 2011 äußerte er dazu seine Vermutung, der Begriff könne populär geworden sein durch ein beliebtes Nilpferd im Berliner Zoo namens „Knorke“. Allerdings irrte der Altkanzler. Das berühmte Berliner Nilpferd hieß Knautschke. Um 1956/57 hatte die Berliner Bekleidungsfirma Leineweber dem Berliner Zoo einen Gorilla geschenkt und dazu unter Berliner Schulkindern einen Wettbewerb ausgeschrieben, um für das Tier einen Namen zu finden. Der Siegername war Knorke. Begründet wurde dies mit der Wortbedeutung „toll“, „klasse“.
Knorke ist heute weit über den Berliner Sprachraum hinaus bekannt.
Die Rock-Band Knorkator hat das Wort abgewandelt zu ihrem Bandnamen gemacht.